# Střední průmyslová škola a Vyšší odborná škola Liberec
Střední průmyslová škola a Vyšší odborná škola (od 1. 7. 2023 SPŠ a VOŠ nebo Průmyslovka Liberec. S platností od 1. 7. 2023 došlo ke sloučení Střední průmyslové školy strojní a elektrotechnické a VOŠ a Střední průmyslové školy textilní, Liberec, Tyršova 1, příspěvkové organizace. Zároveň došlo ke změně názvu na Střední průmyslová škola a Vyšší odborná škola, Liberec, příspěvková organizace. 
Průmyslovka Liberec je střední průmyslová škola založená již roku 1876, čímž byla po brněnské a černovické (dnes ležící na Ukrajině) třetí nejstarší takovou školou mimo samotné Rakousko a dnes tak je druhou nejstarší průmyslovou školou na území Česka. 
Areál školy je rozdělen na budovu na Masarykově ulici "M" a budovu na Tyršově ulici "T". Školu navštěvuje po sloučení ročně přes 1 tisíc studentů. Škola má šest studijních oborů střední a vyšší odborné školy. Studium všech oborů střední školy je zakončeno maturitní zkouškou, studium školy vyšší odborné končí absolutoriem a získáním titulu diplomovaný specialista (DiS.) v oboru počítačové systémy.
Na budově Masarykova najdete obory: Elektrotechnika, Informační technologie a Strojírenství. Na budově Tyršova najdete obory: Oděvnictví, Technické Lyceum a Textilnictví.

## Studijní obory

### Strojírenství
Historicky nejstarším oborem na škole je strojírenství (23-41-M/001). Jeho základem je znalost základních vlastností materiálů a technologických postupů při jejich zpracovávání. Absolventi oboru umí tyto postupy volit s ohledem na cenu i bezpečnost, dokážou navrhovat jednotlivé strojní součásti i celé mechanismy, znají principy měřících a regulačních zařízení a také automatického řízení strojů. Dokážou pracovat s programy CAD, CAM a s CNC stroji. Ročně se otevírají dvě třídy, označené písmenem S, každá se svou specializací: Počítačová podpora techniky a mechatronika.

### Elektrotechnika
Obor Elektrotechnika (26-41-M/01) umožňuje svým absolventům široké možnosti dalšího uplatnění, počínaje mikroelektronikou, přes řídící jednotky PLC, robotiku, elektrické pohony, až k domovním a průmyslovým rozvodům a elektrárnám. Každý rok se otevírají tři třídy, označené písmenem E, každá se svým vlastním zaměřením: jedním je průmyslová elektrotechnika, výkonová elektronika a řídící systémy, druhým je automatizace a sdělovací technika, třetím robotika, internet věcí a průmyslové řídící systémy.

### Informační technologie
Obor Informační technologie je čtyřletý maturitní zkouškou zakončený studijní obor vycházející z RVP Informační technologie (18-20-M/01). Příprava žáků je zaměřena na oblasti spojené s programováním a vývojem software, operační systémy a počítačové sítě. Ročně se otevírají dvě třídy, označené písmenem P, jedna je zaměřena na vývoj desktopových, mobilních a webových aplikací, druhá na kyberbezpečnost a internet věcí.

### Technické lyceum
Od klasických technických studijních oborů se technické lyceum (78-42-M/001) liší zaměřením na výuku přírodovědných předmětů – především matematiky a fyziky. Velká hodinová dotace patří také cizím jazykům (povinně je vyučována angličtina i němčina). Po stránce odborné je obor zaměřen rovnoměrně mezi strojírenství na straně jedné a výrobu nanovláken a technických textilií na straně druhé. I když jsou absolventi připravováni především ke studiu na technických a přírodovědných vysokých školách, získávají také úplné střední odborné vzdělání. 

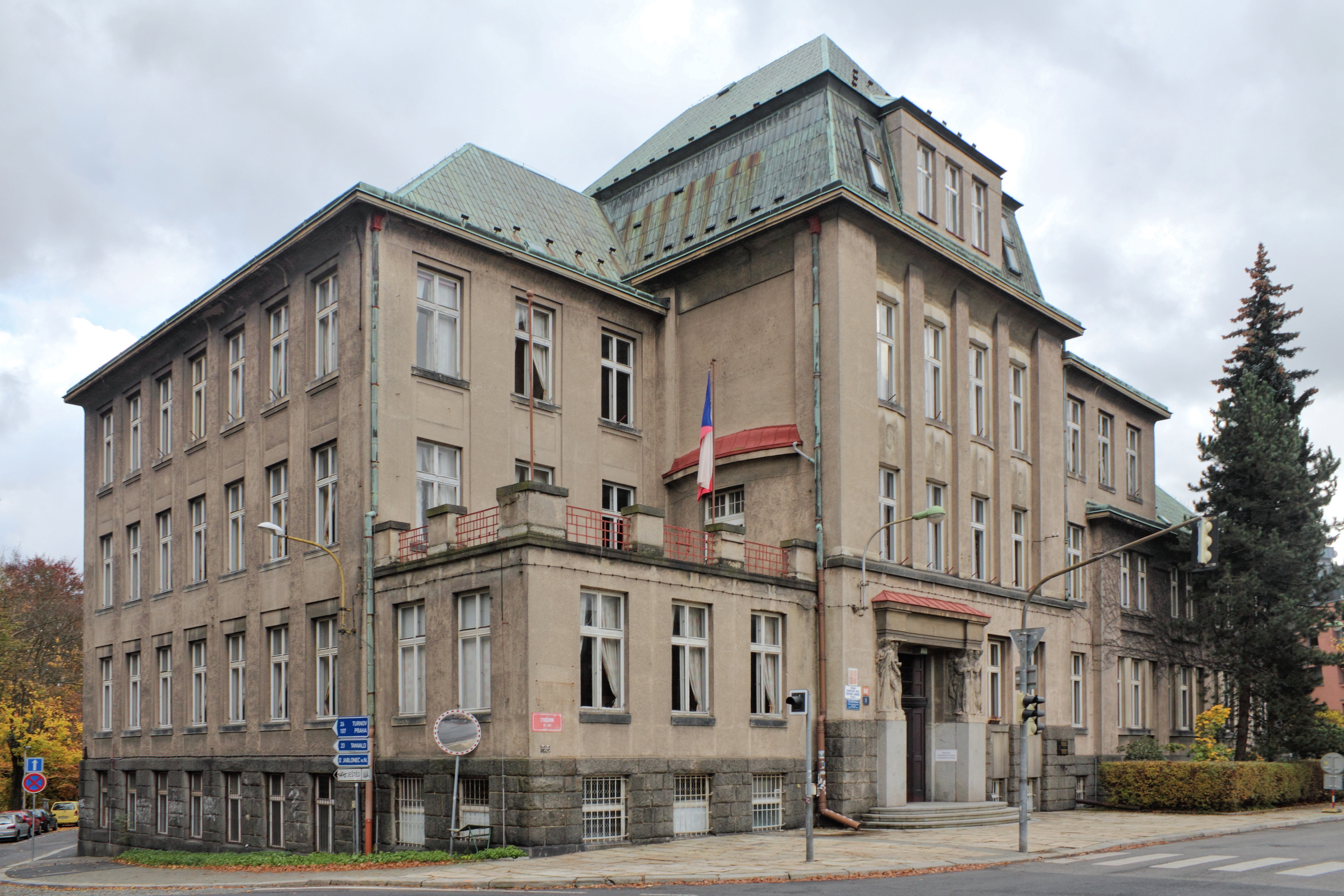
Budova T

### Oděvnictví
Obor oděvnictví je určen všem, kteří se chtějí uplatnit v technickém a částečně i v uměleckém směru. Obor neustále rozvíjíme a inovujeme tak, aby reagoval na aktuální módní trendy a potřeby pracovního trhu.Během studia se naučíte navrhovat a vyrábět oděvy s důrazem na konstrukci střihů a jejich modelování pomocí CAD systému. Kromě toho, se budete rozvíjet v oblasti textilních i technických materiálů, stylingu a designu.

### Počítačové systémy – studium na VOŠ
Studium v oboru počítačové systémy (26-31-N/015) na vyšší odborné škole je určeno pro maturanty ze všech středních škol, je zakončeno absolutoriem a úspěšný absolvent získává oprávnění používat titul diplomovaný specialista (DiS.) v oboru počítačové systémy. Od bakalářského studia organizovaného na vysokých školách se liší zejména větším zaměřením na praktickou část výuky, jejíž část se odehrává přímo v podnicích. Absolventi oboru jsou připraveni vykonávat většinu činností souvisejících se zaváděním výpočetní techniky v průmyslových podnicích a nejrůznějších institucích.

## Historie

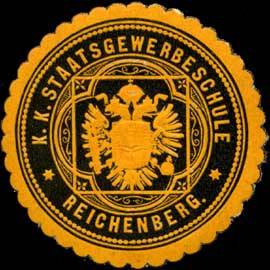
Pečetní zálepka tehdejší K. K. Staatsgewerbeschule Reichchenberg, pozdější SPŠSE

- Pečetní zálepka tehdejší K. K. Staatsgewerbeschule Reichchenberg, pozdější SPŠSE1868: Liberecká městská rada podala žádost Zemskému sněmu ve Vídni o příspěvek na založení státní průmyslové školy
- 17. říjen 1875: Císařské rozhodnutí o založení průmyslové školy v Liberci.
- 5. leden 1876: Škole jsou přiděleny prozatímní prostory v budově Rudolfova starobince (dnešní ZŠ).
- 29. srpen 1876: Ministerstvo školství schválilo učební plány pro tři oddělení: chemické, stavební a strojní ve třech větvích: vyšší průmyslové škole, mistrovské škole a pokračovací škole kresličské a modelářské.
- 28. říjen 1876: Výuka na K. K. Staatsgewerbeschule Reichenberg je slavnostně zahájena, zatím jen ve stavebním a strojním oddělení.
- 1. září 1877: Zahajuje výuka také v oddělení chemickém.
- 1879: První maturitní zkoušky na stavebním a strojním oddělení.
- září 1879: Otevřena první budova školy – chemický pavilon (č.p. 445–I).
- 1882–1884: Podél ulice Císaře Josefa (dnešní Masarykovy třídy) vystavěn přední trakt třípodlažní hlavní školní budovy v novorenesančním slohu (č.p. 460–I). Stavbu provedl liberecký stavitel Adolf Bürger.
- 1885: Postavena první část přízemní budovy dílen.
- 1892: Postavena druhá, dvoupodlažní část budovy dílen.
- 1895–1897: Proběhla druhá etapa výstavby hlavní budovy, kdy byly kolmo na stávající trakt přistavěna dvě křídla. Tím byla ukončena výstavba areálu školy vyprojektovaného jejím profesorem F. X. Dautem.
- 1911: Škola zakoupila první osobní automobil a začala pořádat řidičské kurzy.
- 1920: Čeština se stala povinným vyučovacím předmětem, odborné předměty se stále vyučují v němčině.
- 1922: Modernizace vybavení strojních dílen a reforma učebních plánů.
- Konec 30. let: Původní objekt dílen je přestavěn na dvoupodlažní budovu.
- 1937: Vznikla státní československá průmyslová škola, jejím sídlem je Appeltův dům (dnešní stavební průmyslová škola), o rok později již ani nezahájila.
- Za druhé světové války dochází vzhledem k odchodu studentů na frontu k postupnému útlumu výuky.
- 1945: Po skončení války je přípravou výuky na Státní průmyslové škole v Liberci pověřen profesor Jaroslav Tomsa.
- 1. září 1945: Zahájeno pravidelné vyučování v odděleních: vyšší škola strojnická, vyšší škola chemická,vyšší škola stavitelská, mistrovská škola strojnická, mistrovská škola elektrotechnická, odborná škola pro drogisty. Škola měla 11 tříd, 418 žáků (6 dívek) a 19členný profesorský sbor.
- 1947: První poválečné maturitní zkoušky.
- 1948: Za svou činnost v Československém junáku byl z funkce ředitele odvolán profesor Tomsa.
- 1949–1950: Oprava chemického pavilonu a adaptace dvou místností v suterénu hlavní budovy na provizorní tělocvičnu.
- 1951: Došlo ke změně názvu školy na Vyšší průmyslovou školu v Liberci se čtyřletými školami vyššími: chemickou, strojnickou a stavební a dvouletými školami elektrotechnickou a strojnickou.
- 1952: S podporou školy bylo rozhodnuto postupně přesunout chemickou průmyslovku do Ústí nad Labem. Od školního roku 1954/55 tak nebyly otevírány první ročníky v tomto oboru.
- 1952/1953: Svou činnost zahájila večerní škola, která měla umožnit mnoha pracovníkům průmyslu doplnit si vzdělání.
- 1. září 1953: Odštěpením vznikla samostatná stavební průmyslovka, jejím sídlem je stal Appeltův dům na Sokolovském náměstí a ředitelem Jan Tauš.
- 1953: Část učitelů přešla na novou Vysokou školu strojní, tím však došlo na škole průmyslové ke kritické personální situaci, kdy výuku strojírenství zajišťoval jediný strojní inženýr a dva průmyslováci.
- 1954/1955: Opět byl změněn název školy, tentokrát na Průmyslová škola v Liberci. Ústav měl tři oddělení: strojní, elektrotechnické a již končící chemické.
- 1. srpen 1961: Oddělení školy denní a večerní mělo zkvalitnit výuku na obou školách. Školy nadále sdílely stejné prostory, byly však odděleny personálně a organizačně.
- 1. září 1963: Byl poprvé otevřen studijní obor Měřící a řídící technika, na škole se tak vyučovala jak silnoproudá, tak i slaboproudá elektrotechnika.
- 1. září 1969: Na škole se vyučuje nový studijní obor: Přístrojová a automatizační technika.
- 1975: Byly zprovozněny nové šatny.
- 1975–1979: Výstavba školní tělocvičny v rámci akce Z.
- 1984: Zrušení středních škol pro pracující – tímto končí večerní škola.
- 1990: Škola získala první počítačovou učebnu v sestavě 8+1 PC 386 SX.
- 1. leden 1991: Získání právní subjektivity. Zřizovatelem školy bylo Ministerstvo školství, mládeže a tělovýchovy České republiky. Byla také obnovena činnost školní autoškoly, trvala však jen do roku 2001.
- 1991: Původní studijní obory byly nahrazeny novými: strojírenská technická administrativa, strojírenství, slaboproudá elektrotechnika a elektrotechnika.
- 1. září 1992: Otevřeno denní studium pro vyučené.
- 1993: Postavena spojovací chodba mezi hlavní budovou a objektem laboratoří. Na školu přešla Soukromá střední odborná škola technická a její pedagogové se začlenili do průmyslové školy.
- 1994: Parková úprava školního dvora. Škola se komutovanou telefonní linkou připojila k internetu.
- 1995: Zrušení pomaturitního studia.
- 1995/1996: Rok 120. výročí založení školy a 50. výročí její české éry byl slavnostně zahájen v libereckém Domě kultury. Škola měla 708 žáků ve 25 třídách, výuku zajišťovalo 71 vyučujících, o provoz školy se staralo dalších 15 pracovníků. V tomto roce zároveň zahájila činnost Rada studentů složená ze zástupců všech tříd.
- 20. prosinec 1995: Připojení školy optickým vláknem do sítě CESNET.
- září 1996: Otevření prvního ročníku vyšší odborné školy s oborem Počítačové systémy.
- 1. září 1997: Otevření studijního oboru Elektronické počítačové systémy.
- 1. duben 2001: Zřizovatelem školy se stal Liberecký kraj.
- 2003: Otevřen studijní obor Technické lyceum.
- 2021: Obor Technické lyceum uzavřen a kapacita oboru Informační technologie zvětšena o 30 míst.
- 2023: 1. 7. 2023 došlo ke sloučení Střední průmyslové školy strojní a elektrotechnické a VOŠ a Střední průmyslové školy textilní. Název školy byl změněn na Střední průmyslová škola a Vyšší odborná škola, Liberec, příspěvková organizace.

## Významné osobnosti

### Ředitelé
1. 1876–1877: Gustav Martin Wunder[3] (* 26. 10. 1830, † 20. 9. 1885)
2. 1877–1907: Franz Richter (* 4. 10. 1841, † 18. 8. 1907)
3. 1907–1913: Hans Hartl (* 17. 5. 1858, † 11. 10. 1939), matematik a fyzik
4. 1913–1922: Ferdinand Breinl (* 1857, † 19. 10. 1922)
5. 1922–1924: Karl Hanofsky (* 18. 7. 1860, † 4. 7. 1931), pouze zastupující ředitel, nebyl jmenován
6. 1924–1938: Dr. techn. Paul Artmann (* 1878)
7. 1938–1945: Jakob Müller (* 25. 7. 1884)
8. 1945–1948: Jaroslav Tomsa (* 13. 7. 1906, † 15. 8. 2000)
9. 1948–1952: Ing. Jan Cibulka (* 28. 7. 1903, † 5. 1. 1989)
10. 1952–1953: Luboš Kopáč (* 29. 9. 1908, † 11. 3. 1983)
11. 1953–1954: Josef Brzák (* 7. 6. 1910, † 19. 10. 1972)
12. 1954–1961: Stanislav Braun (* 20. 3. 1908, † 11. 9. 1966)
13. 1961–1966: Ing. Vladimír Broul (* 6. 2. 1913, † 7. 1. 1999)
14. 1966–1970: Ing. Zdeněk Dlouhý (* 6. 1. 1933)
15. 1970–1990: Ing. Adolf Skopový (* 3. 3. 1931, † 16. 12. 2018)
16. 1990–2004: Mgr. Miroslav Franěk (* 30. 7. 1941, † 19. 9. 2011)[4]
17. 2004–2016: Ing. Josef Šorm (* 9. 7. 1952)
18. od 2016: Ing. Bc. Jaroslav Semerád, MBA (* 30. 10. 1961)

### Učitelé
- Max Kühn (1877–1944), architekt

### Absolventi

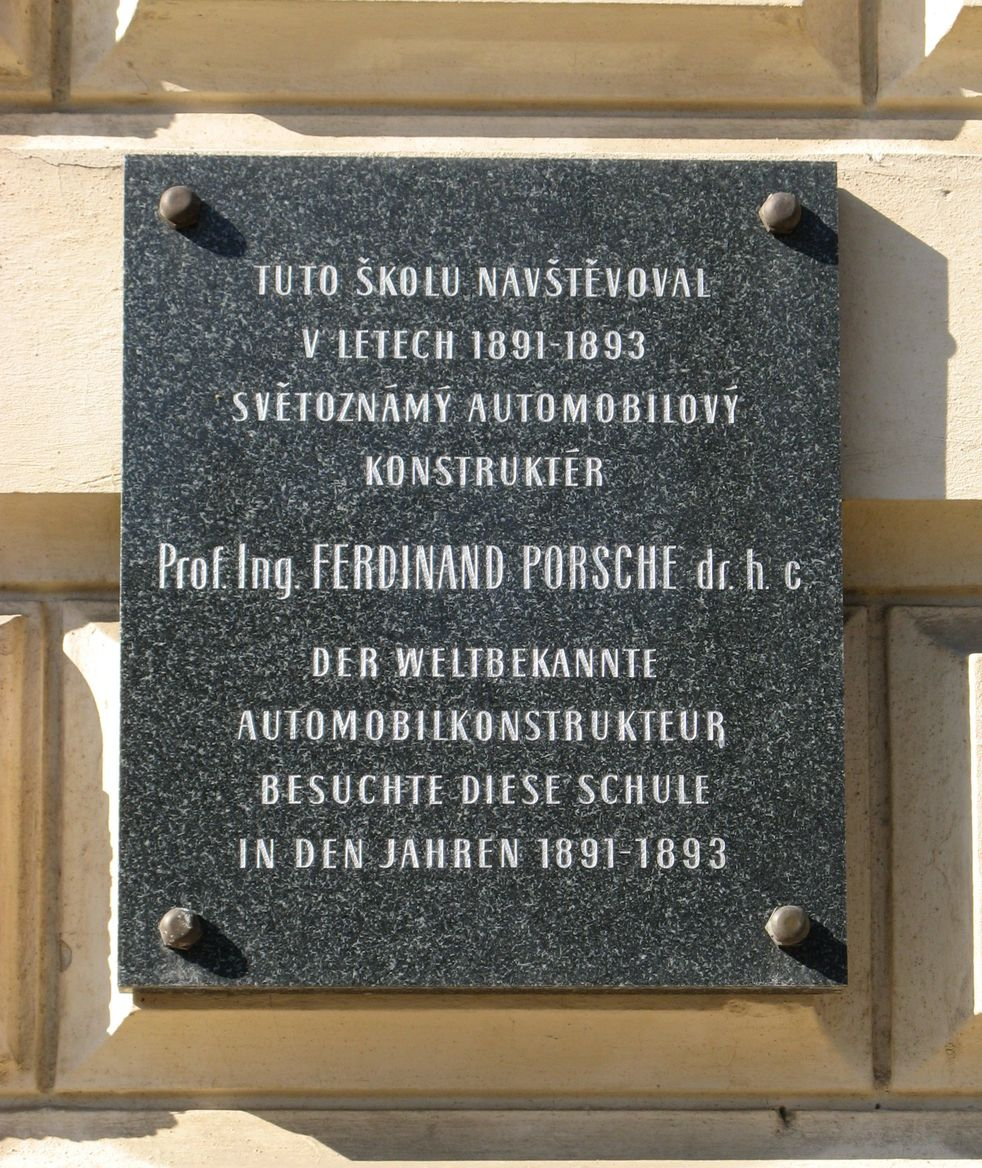
Deska připomínající, že na škole studoval Ferdinand Porsche

- Ferdinand Porsche (1875–1951), automobilový konstruktér
- Adolf Loos (1870–1933), architekt
- Josef Zasche (1871–1957), architekt
- Rudolf Bitzan (1872–1938), architekt
- Willibald Gatter (1896–1973), automobilový konstruktér
- Jaroslav Čáslavský (* 1928), geochemik
- Václav Janeček (* 1929), sportovec, reprezentant v lehké atletice, LOH 1956
- Josef Svoboda (* 1942), advokát
- Zdeněk Skalický (* 1943), letec
- Jan Cibulka (* 1943), badatel
- Jindřich Valeš (* 1943), podnikatel
- Karel Doležal (* 1943), filozof
- Jan Vala (* 1943), herec a moderátor
- Jiří Drda (* 1947), politik, poslanec PČR
- Václav Benda (* 1948), akademický malíř
- Václav Legner (* 1955), herec
- Roman Hrabaň (* 1962), sportovec, LOH 1988 desetiboj, ZOH 1992 boby
- Jiří Džmura (* 1963), sportovec, bobista: ZOH 1992, 1994, 1998, 2002
- Jiří Ježek (* 1963), politik
- Jiří Kittner (* 1963), politik
- Jiří Prskavec (* 1972), sportovec, reprezentant ve vodním slalomu na kajaku, LOH 2000
- Jakub Svoboda (* 1975), pražský advokát
- Pavel Hottmar (* 1979), sportovec, reprezentant v rychlostní kanoistice, LOH 2000

### Žáci školy
- Zdeněk Cendra (* 1986), podnikatel v internetových technologiích, majitel firmy CDN77